# Final Four
Der Ausdruck Final Four wird im Bereich des Sports verwendet und bezeichnet das mit vier Mannschaften gespielte Endrunden-Turnier eines Wettbewerbs.
An einem Final-Four-Turnier ermitteln die Sieger aus den beiden Halbfinalspielen im anschließenden Finale den Turniersieger und damit den Sieger des Wettbewerbs. Als Besonderheit zu Halbfinal- und Finalspielen in anderen Wettbewerben finden die Begegnungen an zwei Spieltagen, meist an einem Wochenende, statt. Aus diesem Grund spricht man auch von einem „Endspiel-Wochenende“. Am ersten Tag werden die Halbfinals gespielt, am zweiten Tag ein optionales Spiel um den dritten Platz und das Finale. Bei einigen Wettbewerben entfällt das Spiel um den dritten Platz.

## Ursprung des Begriffs im College-Bereich
Das Final Four hat seinen Ursprung im US-amerikanischen Universitätssportverband National Collegiate Athletic Association (NCAA), in dem der Begriff ausschließlich für den Basketball der NCAA Division I verwendet wird.
Final Four bezeichnet in der NCAA Division I Basketball Championship der Damen und der Herren die beiden Halbfinale, die üblicherweise Ende März oder Anfang April ausgespielt werden, und das jeweilige Finale. Am Freitag finden seit 2017 traditionell die beiden Begegnungen der Damen statt und am Sonnabend an anderer Stelle die der Herren. Das zwei Tage später stattfindende Finale (das der Damen am Sonntag, das der Herren am Montag) findet an derselben Stätte statt wie die Halbfinals, da aber alle vier bereits vor dem letzten Tag als Regionalmeister mit Trophäen und Meisterschaftsringen ausgezeichnet worden sind, spricht man am Finaltag nur noch selten von Final Four. Da als Most Outstanding Player bisher meistens Spieler des Meisterteams und höchstens Spieler des Vizemeisters ausgezeichnet wurden, beschreibt der Term Final Four eher den vor dem Finale liegenden Spieltag, formell gehört das Finale aber dazu.

## Internationale Wettbewerbe in Europa
- Basketball
  - Europapokale:
    - FIBA Europe Cup
    - EuroLeague

  - regionale Wettbewerbe:
    - Adriatische Basketballliga
    - Balkan International Basketball League
    - Baltic Basketball League
    - VTB United League

- Fußball
  - UEFA Nations League (seit 2018)

- Handball
  - EHF Champions League
  - EHF European League

- Tischtennis
  - ETTU Champions League (seit 2024)

- Volleyball
  - European Champions League

## Nationale Wettbewerbe in Europa

### Deutschland
- Basketball
  - Pokalwettbewerb Herren (seit 1993)
  - Pokalwettbewerb Damen (seit 1995)

- Unihockey
  - Pokalwettbewerb Damen (seit 2011)
  - Pokalwettbewerb Herren (seit 2008)

- Handball
  - Pokalwettbewerb Frauen (seit 1997)
  - Pokalwettbewerb Männer (seit 1994)
  - Deutsche Meisterschaft männliche A- und B-Jugend (seit 2007)
  - Deutsche Meisterschaft weibliche A- und B-Jugend (seit 2007)

- Hockey
  - Feld-Meisterschaft Damen
  - Feld-Meisterschaft Herren
  - Hallen-Meisterschaft Damen
  - Hallen-Meisterschaft Herren

- Judo (Deutscher Judo-Verband)
  - Deutsche Judo-Bundesliga

- Tischtennis
  - Pokalwettbewerb Herren
- Schach
  - Schachpokal der Vereinsmannschaften

### Österreich
- Judo (Österreichischer Judoverband)
  - 1. Judo-Bundesliga
  - Frauen Judo-Bundesliga (seit 2022)

### Israel
- Basketball
  - Ligat ha’Al

### Spanien
- Handball
  - Copa ASOBAL

## Nationale Wettbewerbe in den Vereinigten Staaten
- Basketball
  - NCAA Basketball Division I (Herren)
  - NCAA Basketball Division I (Damen)

- Eishockey (Frozen Four)
  - NCAA-Eishockey Division I (Männer)
  - NCAA-Eishockey Division I (Frauen)

## Sonstiges
In der 14. Episode der dritten Staffel von How I Met Your Mother mit dem Titel The Bracket (deutsch: Die Rächerin) wird der Turnierbaum (englisch: Bracket)  der March Madness im Basketball exemplarisch abgebildet, indem das Ensemble vorherzusagen versucht, welche von Barney Stinsons Verflossenen versucht, Frauen vor ihm zu warnen. Lily verlangt von ihm, sich bei den Final Four zu entschuldigen.
In der 19. Episode der ersten Staffel von The Middle mit dem Titel The Final Four (deutsch: Die Final Four) bekommt Mike Heck von Frankies Boss Don Ehlert Karten für das Final Four geschenkt, muss die Karten aber wegen einer Trauerfeier verfallen lassen.